# Meeting people is easy
Meeting people is easy is een documentaire van Grant Gee uit 1998 over de Britse band Radiohead.
De documentaire is gemaakt tijdens hun "Against demons tour".  Deze tour vond plaats na de release van het album OK Computer. Door het succes van dat album werd het een zeer lange en vermoeiende tour.  Dat is ook het beeld dat van Radiohead wordt gegeven. De band werkte duidelijk met lichte tegenzin de concerten af.
De soundtrack van de documentaire bestaat hoofdzakelijk uit nummers van OK Computer.  Er zijn echter ook nieuwe (nog niet afgewerkte versies van) liedjes te horen zoals How to disappear completely van het meer experimentele Kid A.